# Balantiopsis diplophylla
Balantiopsis diplophylla là một loài rêu trong họ Balantiopsaceae. Loài này được Hook. f. & Taylor Mitt. mô tả khoa học đầu tiên năm 1855.